# لاورنس (نبراسكا)
لاورنس (بالإنجليزية: Lawrence, Nebraska)‏ هي منطقة سكنية تقع في الولايات المتحدة في مقاطعة نوكولس، نبراسكا. يقدر عدد سكانها بـ 304 نسمة ومساحتها 1.09 كم2 وترتفع عن سطح البحر 572 متر.

## التركيبة السكانية
قام مكتب تعداد الولايات المتحدة بتحديد بيانات التركيبة السكانية للاورنس في تعداد الولايات المتحدة. في ما يلي، التركيبة السكانية حسب تعدادي 2000 و2010.

### تعداد عام 2000
بلغ عدد سكان لاورنس 312 نسمة بحسب تعداد عام 2000، وبلغ عدد الأسر 157 أسرة وعدد العائلات 94 عائلة مقيمة في القرية. في حين سجلت الكثافة السكانية 752.2 نسمة لكل ميل مربع (290.4/كم2). وبلغ عدد الوحدات السكنية 167 وحدة بمتوسط كثافة قدره 402.6 نسمة لكل ميل مربع (155.4/كم2).
وتوزع التركيب العرقي للقرية بنسبة 98.40% من البيض.
بلغ عدد الأسر 157 أسرة كانت نسبة 21.7% منها لديها أطفال تحت سن الثامنة عشر تعيش معهم، وبلغت نسبة الأزواج القاطنين مع بعضهم البعض 57.3% من أصل المجموع الكلي للأسر، ونسبة 3.2% من الأسر كان لديها معيلات من الإناث دون وجود شريك، وكانت نسبة 39.5% من غير العائلات. تألفت نسبة 39.5% من أصل جميع الأسر من أفراد ونسبة 22.3% كانوا يعيش معهم شخص وحيد يبلغ من العمر 65 عاماً فما فوق. وبلغ متوسط حجم الأسرة المعيشية 2.63، أما متوسط حجم العائلات فبلغ 1.99.
بلغ العمر الوسطي للسكان 50 عاماً. وكانت نسبة 19.6% من القاطنين تحت سن الثامنة عشر، وكانت نسبة 4.2% بين الثامنة عشر والأربعة وعشرون عاماً، ونسبة 20.8% كانت واقعةً في الفئة العمرية ما بين الخامسة والعشرون حتى والأربعة وأربعون عاماً، ونسبة 19.2% كانت ما بين الخامسة والأربعون حتى الرابعة والستون، ونسبة 36.2% كانت ضمن فئة الخامسة والستون عاماً فما فوق. يوجد لكل 100 أنثى 92.6 ذكر، ويوجد لكل 100 أنثى في الثامنة عشر من عمرها فما فوق 96.1 ذكر.
بلغ متوسط دخل الأسرة في القرية 25,089 دولار، أما متوسط دخل العائلة فبلغ 30,750 دولار. وكان متوسط دخل الذكور 23,500 دولار مقابل 22,000 دولار للإناث. وسجل دخل الفرد الخاص بالقرية 14,634 دولار. وكانت نسبة 8.2% من العائلات ونسبة 8.3% من السكان تحت خط الفقر، وكان من هؤلاء نسبة 14.1% تحت سن الثامنة عشر ونسبة 6.8% في الخامسة والستين من العمر وما فوق.

### تعداد عام 2010
بلغ عدد سكان لاورنس 304 نسمة بحسب تعداد عام 2010، وبلغ عدد الأسر 145 أسرة وعدد العائلات 89 عائلة مقيمة في القرية. في حين سجلت الكثافة السكانية 723.8 نسمة لكل ميل مربع (279.5/كم2). وبلغ عدد الوحدات السكنية 160 وحدة بمتوسط كثافة قدره 381.0 لكل ميل مربع (147.1/كم2).
وتوزع التركيب العرقي للقرية بنسبة 99.0% من البيض و 0.3% من الأمريكيين ذوي الأصول الآسيوية و 0.7% من عرقين مختلطين أو أكثر.
بلغ عدد الأسر 145 أسرة كانت نسبة 20.0% منها لديها أطفال تحت سن الثامنة عشر تعيش معهم، وبلغت نسبة الأزواج القاطنين مع بعضهم البعض 58.6% من أصل المجموع الكلي للأسر، ونسبة 1.4% من الأسر كان لديها معيلات من الإناث دون وجود شريك، بينما كانت نسبة 1.4% من الأسر لديها معيلون من الذكور دون وجود شريكة وكانت نسبة 38.6% من غير العائلات. تألفت نسبة 33.1% من أصل جميع الأسر من أفراد ونسبة 16.5% كانوا يعيش معهم شخص وحيد يبلغ من العمر 65 عاماً فما فوق. وبلغ متوسط حجم الأسرة المعيشية 2.67، أما متوسط حجم العائلات فبلغ 2.10.
بلغ العمر الوسطي للسكان 50.3 عاماً. وكانت نسبة 18.4% من القاطنين تحت سن الثامنة عشر، وكانت نسبة 5.6% بين الثامنة عشر والأربعة وعشرون عاماً، ونسبة 19.8% كانت واقعةً في الفئة العمرية ما بين الخامسة والعشرون حتى والأربعة وأربعون عاماً، ونسبة 24.7% كانت ما بين الخامسة والأربعون حتى الرابعة والستون، ونسبة 31.6% كانت ضمن فئة الخامسة والستون عاماً فما فوق. وتوزع التركيب الجنسي للسكان بنسبة 51.0% ذكور و49.0% إناث.